# K’ahk’ Ti’ Ch’ich’
K’ahk’ Ti’ Ch’ich’ Aj Saakil – władca Kaan (nazywanego też „Królestwem Węża”). 
Następca Tuun K’ab’ Hixa, który 5 maja 546 roku był obecny na ceremonii koronacji Aj Numsaaj Chan K’inicha, władcy Naranjo, która odbyła się pod auspicjami władcy Kaan. Stela 47 z Naranjo wymienia czterech władców Węża: Tuun K’ab’ Hix, Aj Saakil, Sky Witness i Scroll Serpent. Wstąpił na tron prawdopodobnie w 550 roku. Jego następcą został Sky Witness. 
Inskrypcja wyryta na zabytku kościanym prawdopodobnie służącym do tkania, odkryta w grobowcu 6, w piramidzie II w Calakmul, wspomina jego właścicielkę, która była córką władcy K’ahk’ Ti’ Ch’ich’ Aj Saakil.